# Парасомния
Парасомнии (др.-греч. παρα «около» + лат. somnus «сон») — двигательные, поведенческие или вегетативные феномены, возникающие в специфической связи с процессом сна, но необязательно связанные с его расстройством.
Расстройства сна, вызванные психическими, неврологическими или соматическими заболеваниями относятся к вторичным нарушениям сна.
- Снохождение
- Ночной ужас
- Сонный паралич
- Ритмическое двигательное расстройство
- Гипнагогические галлюцинации (см. [1]), являющиеся частым источником суеверий.
- Сексомния

## Состояния, классифицируемые как парасомнии
| Расстройства пробуждения                                   | Парасомнии, связанные со сном с БДГ и СПДК (синдром беспокойных ног и периодических движений конечностей) | Расстройства перехода сон-бодрствование                                                                                             |
| Спутанность при пробуждении Снохождение Ночной ужас        | Ночные кошмары Сонный паралич Расстройство поведения во сне с БДГ Остановка синусового узла во сне с БДГ  | Ритмическое двигательное расстройство Вздрагивания во сне Сноговорение Ночные крампи (болезненные спазмы) в ногах                   |
| Бруксизм Ночной энурез Первичный храп Сонное апноэ у детей | Ночная пароксизмальная дистония Внезапная необъяснимая смерть во сне Центральная гиповентиляция           | Синдром внезапной младенческой смерти Доброкачественная неонатальная ночная миоклония Синдром нарушения глотания, связанный со сном |